# John Dew
John Atcherley Dew (Waipawa, 5 mei 1948) is een Nieuw-Zeelands geestelijke en een kardinaal van de Rooms-Katholieke Kerk.
Dew studeerde filosofie aan het seminarie van Christchurch en theologie in Dunedin. Zijn priesterwijding vond plaats op 9 mei 1976. Vervolgens verrichtte hij pastorale werkzaamheden, onder meer van 1976 tot 1987 in het bisdom Rarotonga in de Cookeilanden.
Op 31 mei 1995 werd Dew benoemd tot hulpbisschop van Wellington en tot titulair bisschop van Privata; zijn bisschopswijding vond plaats op 31 mei 1995. Op 24 mei 2004 volgde zijn benoeming tot aartsbisschop-coadjutor van Wellington. Toen Thomas Stafford Williams op 21 mei 2005 met emeritaat ging, volgde Dew hem op als aartsbisschop van Wellington. Op 1 april 2005 werd hij tevens benoemd tot bisschop van het militair ordinariaat van Nieuw-Zeeland.
Van 2011 tot 2014 was Dew tevens voorzitter van de federatie van bisschoppenconferenties van Oceanië. Sinds 2012 is hij tevens voorzitter van de bisschoppenconferentie van Nieuw-Zeeland.
Dew werd tijdens het consistorie van 14 februari 2015 kardinaal gecreëerd. Hij kreeg de rang van kardinaal-priester. Zijn titelkerk werd de Sant' Ippolito.
Dew ging in mei 2023 met emeritaat; op 5 mei trad hij af als aartsbisschop van Wellington en op 27 mei als bisschop van het militair ordinariaat van Nieuw-Zeeland.